# Escină
Termenul escină se referă la un amestec de saponine cu proprietăți antiinflamatoare, vasoconstrictoare și vasoprotectoare, care sunt întâlnite în specia vegetală Aesculus hippocastanum (castan porcesc).
Principalul compus activ din compoziție este β-escina, dar amestecul mai conține multe alte componente, precum: α-escină, protoescigenină, barringtogenol, criptoescină și derivați de benzopironă.
Studiile arată faptul că escina, în special β-aescin pură, poate fi utilizată ca tratament eficient de scurtă durată al insuficienței venoase cronice.